# Бондюел (Вісконсин)
Бондюел (англ. Bonduel) — селище (англ. village) в США, в окрузі Шавано штату Вісконсин. Населення — 1417 осіб (2020).

## Географія
Бондюел розташований за координатами 44°44′16″ пн. ш. 88°26′48″ зх. д. / 44.73778° пн. ш. 88.44667° зх. д. (44.737746, -88.446698).  За даними Бюро перепису населення США в 2010 році селище мало площу 6,06 км², з яких 6,04 км² — суходіл та 0,01 км² — водойми.

## Демографія
Згідно з переписом 2010 року, у селищі мешкало 1478 осіб у 601 домогосподарстві у складі 405 родин. Густота населення становила 244 особи/км².  Було 645 помешкань (107/км²).
Расовий склад населення:
| - 95,4 % — білих - 1,6 % — корінних американців - 0,8 % — чорних або афроамериканців - 0,4 % — азіатів |

До двох чи більше рас належало 1,0 %. Частка іспаномовних становила 1,7 % від усіх жителів.
За віковим діапазоном населення розподілялося таким чином: 26,2 % — особи молодші 18 років, 57,6 % — особи у віці 18—64 років, 16,2 % — особи у віці 65 років та старші. Медіана віку мешканця становила 37,2 року. На 100 осіб жіночої статі у селищі припадало 98,7 чоловіків;  на 100 жінок у віці від 18 років та старших — 92,4 чоловіків також старших 18 років.
Середній дохід на одне домашнє господарство  становив 57 301 долар США (медіана — 45 729), а середній дохід на одну сім'ю — 62 018 доларів (медіана — 55 417). Медіана доходів становила 41 375 доларів для чоловіків та 32 917 доларів для жінок. За межею бідності перебувало 13,5 % осіб, у тому числі 23,7 % дітей у віці до 18 років та 1,5 % осіб у віці 65 років та старших.
Цивільне працевлаштоване населення становило 700 осіб. Основні галузі зайнятості: виробництво — 26,6 %, роздрібна торгівля — 16,4 %, освіта, охорона здоров'я та соціальна допомога — 13,9 %.